# Rollie Heath
Stratton Rollins Heath Jr. (nascido em 28 de dezembro de 1937) é um ex-legislador estadual no estado norte-americano do Colorado, que anteriormente atuou como líder da minoria assistente do Senado do Colorado. Eleito para o Senado do Estado do Colorado como democrata em 2008, Heath representou o Distrito 18 do Senado, que engloba Boulder, Colorado e partes do condado de Boulder. Heath serviu como líder da bancada da maioria no Senado estadual de outubro de 2013 a 2014. Antes de ganhar o cargo eletivo, Heath foi o presidente fundador da ProgressNow, uma organização de defesa progressista. Passado o prazo limite, ele não concorreu à reeleição nas eleições de 2016, então seu mandato terminou em janeiro de 2017.

## Carreira política
Heath foi o candidato democrata a governador em 2002. Ele perdeu para o governador republicano Bill Owens.

## Carreira legislativa

### Eleição de 2008
Heath enfrentou a regente da Universidade do Colorado Cindy Carlisle em 12 de agosto de 2008, nas primárias democratas do 18º distrito, derrotando-a por 56% a 44%. 
Heath não teve oposição nas eleições gerais de novembro de 2008. A candidatura de Heath foi endossada pelo Denver Post e pelo Boulder Daily Camera.

### Assembleia Geral do Colorado
Para a sessão de 2009 da Assembléia Geral do Colorado, Heath foi nomeado para assentos no Comitê de Negócios, Trabalho e Tecnologia do Senado, no Comitê de Educação do Senado e no Comitê de Finanças do Senado.
Em novembro de 2008, Heath foi nomeado para um Comitê legislativo especial sobre criação de empregos e crescimento econômico, encarregado de desenvolver recomendações sobre o fortalecimento da economia do Colorado antes da sessão legislativa de 2009. Heath patrocinou legislação para restabelecer o programa Colorado Credit Reserve para ajudar pequenas empresas na obtenção de empréstimos, e em 2008 anunciou planos para patrocinar legislação para fornecer fundos correspondentes a empresas iniciantes no campo de "energia limpa".
Em 9 de outubro de 2013, Heath foi eleito como líder da maioria do Senado do Estado do Colorado depois que o líder da maioria anterior Morgan Carroll foi eleito para substituir o senador John Morse como presidente do Senado do Colorado.